# Eudendrium capillare
Eudendrium capillare är en nässeldjursart som beskrevs av Joshua Alder 1856. Eudendrium capillare ingår i släktet Eudendrium och familjen Eudendriidae. Arten är reproducerande i Sverige. Inga underarter finns listade i Catalogue of Life.